# Cobham (Kent)
Pour les articles homonymes, voir Cobham.
Cobham est un village et une paroisse civile dans le Gravesham, dans le comté du Kent, en Angleterre au sud-est de Londres. Elle comptait 1 456 habitants au recensement de 2001.
Une partie de l'action des Pickwick Papers de Charles Dickens se déroule à Cobham.

## Personnalités liées

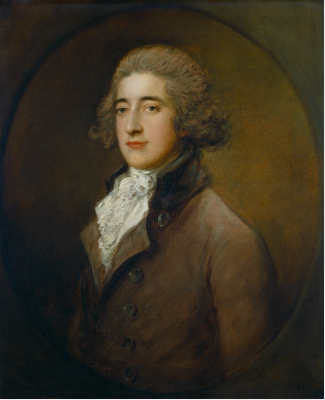
John, 4ème comte de Darnley, 1785
par Thomas Gainsborough
National Gallery of Art

- John, 4ème comte de Darnley, fit faire son portrait par Thomas Gainsborough en 1785. Il est aujourd'hui conservé à National Gallery of Art de Washington[1].
- L'architecte Herbert Baker (1862-1946) y naquit et y mourut.
- Joseph Williamson y mourut en 1701.
- Richard Dadd y assassina son père en 1843.
- Florence Cook y naquit en 1856.
- Un chasseur de mines porte le nom du village.